# Angel Blossom
„Angel Blossom” – trzydziesty drugi singel japońskiej piosenkarki Nany Mizuki, wydany 22 kwietnia 2015 roku. Singel został wydany w trzech edycjach: regularnej, limitowanej DVD i limitowanej Blu-ray.
Utwór tytułowy został użyty jako opening anime Magical Girl Lyrical Nanoha ViVid, utwór Lazy Syndrome wykorzystano w zakończeniach programu radiowego Mizuki Nana no M no Sekai (jap. 水樹奈々のMの世界), a Ashita graffiti użyto w reklamie firmy Ehime Ginkō. Singel osiągnął 4 pozycję w rankingu Oricon i pozostał na liście przez 13 tygodni, sprzedał się w nakładzie 44 673 egzemplarzy.

## Lista utworów
| CD          |                                                              |                               |                               |                                  |      |
| Nr          | Tytuł                                                        | Słowa                         | Kompozycja                    | Aranżacja                        | Czas |
| 1.          | "Angel Blossom"                                              | Nana Mizuki                   | Hajime Mitsumasu              | EFFY                             | 4:06 |
| 2.          | "Lazy Syndrome" (jap. レイジーシンドローム Reijī Shindorōmu) | Takumi Yoshida                | Takumi Yoshida                | Hitoshi Fujima (Elements Garden) | 4:00 |
| 3.          | "Ashita graffiti" (jap. あしたgraffit)                       | Shōko Fujibayashi             | Yūsuke Katō                   | Yūsuke Katō                      | 3:58 |
| DVD/Blu-ray |                                                              |                               |                               |                                  |      |
| Nr          | Tytuł                                                        | Tytuł                         | Tytuł                         | Tytuł                            | Czas |
| 1.          | "Angel Blossom" (Music Video)                                | "Angel Blossom" (Music Video) | "Angel Blossom" (Music Video) | "Angel Blossom" (Music Video)    |      |
| 2.          | "MAKING OF Angel Blossom"                                    | "MAKING OF Angel Blossom"     | "MAKING OF Angel Blossom"     | "MAKING OF Angel Blossom"        |      |

## Notowania
| Lista                             | Pozycja |
| --------------------------------- | ------- |
| Oricon Daily Singles Chart        | 4       |
| Oricon Weekly Singles Chart       | 4       |
| Billboard Japan Hot 100           | 5       |
| Billboard JAPAN Hot Animation     | 2       |
| Billboard JAPAN Hot Singles Sales | 4       |
| Billboard JAPAN Hot Top Airplay   | 30      |
| Sound Scan                        | 7       |